# Rhodiola yunnanensis
Rhodiola yunnanensis är en fetbladsväxtart. Rhodiola yunnanensis ingår i släktet rosenrötter, och familjen fetbladsväxter.

## Underarter
Arten delas in i följande underarter:
- R. y. forrestii
- R. y. yunnanensis